# Капсульні кишенькові револьвери Кольта
Родина капсульних кишенькових револьверів Кольта з'явилась з перших комерційних револьверів які випускала Patent Arms Manufacturing Company з Патерсона, Нью-Джерсі. Менші версії перших револьверів Кольта також мають назву серед колекціонерів "Baby Patersons" і випускалися в калібрах від .24 до .31, а пізніше в .36 калібрі, шляхом шпунтування рамки та додавання "кроку" до барабану ля збільшення діаметру. .31 калібр використано в іншому проекті Семюела Кольта, який продавався під назвою "Baby Dragoon"-невеликий револьвер розроблений в 1847–1848. "Baby Dragoon" розроблявся паралельно з іншими револьверами Кольта і, до 1850, він еволюціонував в "Colt's Revolving Pocket Pistol", який колекціонери зараз називають "The Pocket Model of 1849". Він є молодшим братом більш відомого "Colt's Revolving Belt Pistol of Naval Caliber", який представили у тому ж році і який у колекціонерів має назву "1851 Navy Model" (він був більшим, .36 калібр Кишенькової Моделі, "пістолет для поясу" значив, що зброя мала розмір який підходив для носіння в кобурі на поясі, на відміну від кобур для седел, де використовували великі кавалерійські військові моделі револьверів Кольта). В 1855 Кольт представив інший кишеньковий капсульний револьвер, Colt 1855 "Sidehammer", розроблений Елішою К. Рутом.

## Опис та історія
Кишенькові моделі револьверів традиційну рамку в "стилі Кольта", загалом з латунними полосками на руків'ї та спусковою скобою, та хіміко-термічною обробленою сталевою рамою. За зовнішнім виглядом, рамки дуже схожі на рамки великих револьверів 1851 Navy та .44 калібр 1860 Army Models, крім того, що вони були невеликими, а тому мають пропорційно більшу спускову скобу. Оскільки кишенькові моделі схожі на великі зразки інколи можна сплутати їх не маючи зразка для порівняння; хоча на справді було важко взятися чотирма пальцями за руків'я навіть для людей з середнім розміром руки. Якщо не звернути увагу на спускову скобу, можна легко сплутати револьвер .31 калібру Model 1849 з револьвером 1851 Navy, оскільки Model 1851 Navy є збільшеною версією револьвера 1849 Pocket Model. А револьвер .36 калібру Pocket Police Model схожа на револьвер 1860 Army Model, зі фальцованою рамкою та ступінчастий барабан, витончений важіль заряджання в новому "виткому" стилі та круглим стволом. Найбільш помітною різницею є те, що револьвер Pocket Police мав рифлений 5-зарядний барабан, а майже всі револьвери Army Model були не рифленими і були розраховані на шість набоїв. Причиною схожості всіх чотирьох револьверів є те, що всі вони створені з однакових деталей; оригінальний револьвер .31 калібру Model 1849 було збільшено до .36 калібру 1851 Navy Model. Пізніше, револьвер Navy Model було збільшено шляхом фальцування стволу та збільшення барабану і так з'явився револьвер 1860 Army Model. Через успіх проекту, револьвер .31 калібру 1849 Model було збільшено до .36 калібру, таким самим способом, створивши моделі Pocket Police та Pocket Navy.
Револьвер Pocket Model поставлялися з та без важеля заряджання, а довжина ствола становила від 3 до 6 дюймів. Револьвери без важелів заряджання заряджали за допомогою зручних штирів або схожого інструменту, або знімали барабан з рамки і використовували штир барабана у якості шомполу. Такі револьвери часто мали назву "Wells Fargo Model", хоча в записах Wells Fargo не зазначено купівлі револьверів .31 калібру цією кампанією. Всі варіанти стали найбільш продаваними револьверами Кольта до 20-го століття. Попит на цивільному ринку на револьвер .31 калібру не зменшився навіть після появи револьверів .36 калібру Pocket Navy та Police Model, навіть до появи револьверів під унітарний набій на початку 1870-х (особливо Smith & Wesson).
В 1860 було розроблено револьвер .36 калібру Police Pocket, з використанням досвіду зменшення розміру револьвера .44 Colt Holster Pistols (великої кавалерійської зброї). Кольт використав міцнішу сталь для рамки револьвера Navy щоб утримувати баран великого діаметру 44/100-дюйми, перенісши потужність кавалерійського револьвера на револьвер розрахований під набої .36 калібру. До цього вважалося, що менша рамка не зможе витримати потужність набою .44 калібру, але розвиток металургії надав таку можливість. Пізніше на заводі Кольта використали таку саме технологію для переробки револьвера .31 калібру Model 1849 Pocket, для використання барабана під набої .36 калібру на п'ять набоїв (як варіант можна було зберегти оригінальний розмір барабана скоротивши кількість набоїв до чотирьох). Більш міцні сталі допомогли не робити цього. Іншими змінами було рифлення барабана, для зменшення ваги, та круглий ствол, а також "ковзний" важіль заряджання як у револьвера 1861 Army Model; результатом стала поява "Police Pocket Model of 1862". Револьвер Pocket Navy був версією аналогічного розміру .36 калібру, але мав восьмигранний ствол та традиційний важіль заряджання, як у перших моделей. У період з 1862 по 1873 за записами Кольта було випущено 19,000 револьверів Pocket Navy та більше 20,000 револьверів Pocket Police. Період випуску револьверів .31 Pocket Revolver був не тривалим через пожежу на фабриці Кольта в 1862 та проблеми з виробництвом під час громадянської війни.

## Період використання
За однією з легенд кишенькові моделі були популярні під час громадянської війни, які не використовували їх в бою, а використовували їх для захисту від польових хірургів, які полюбляли ампутувати кінцівки; більш правдоподібна причина використання таких револьверів полягає в тому, що вони не брали безпосередньо участь у бою, а малий розмір та легка вага кишенькових моделей були більш привабливими ніж більші, важкі моделі (особливо після появи моделей під набій .36 калібру). Річард Френсіс Бертон полюбляв револьвери Кольта і брав їх в свої подорожі на Середній Схід та до Африки, в тому числі при мандрівках в Сомалі та Ефіопію в 1855. 
Іншим шанувальником револьверів Pocket Police був Кривавий Білл Андерсон, рейдер часів громадянської війни.

## Технічні характеристики
З кишенькових револьверів, оригінальних та реплік, дещо складно стріляти на середні відстані ніж з великих револьверів Кольта. Через малий розмір навіть людині з середнім розміром долоні було важко охопити руків'я чотирма пальцями. Тонке та скруглене руків'я легко ковзало в руці стрільця, а прицільні засоби були настільки невеликими, що було важко цілитися, у порівнянні з сучасною зброєю. Точка влучання була на фут або більше вище за точку прицілювання на відстані в 25 ярдів. Тим не менш, якщо врахувати вітрильність або встановити більш вище передній приціл, стрілець міг влучити в ростову мішень на відстані, крім того револьвери були дуже ефективними на коротких відстанях. Стрілець спочатку повинен був навести зброю в центр тулубу (перша точка наведення), і вистрілити, куля повинна буде влучити в район грудей. В загалом, як зброя близького бою, револьвери цілком підходили для своєї епохи.

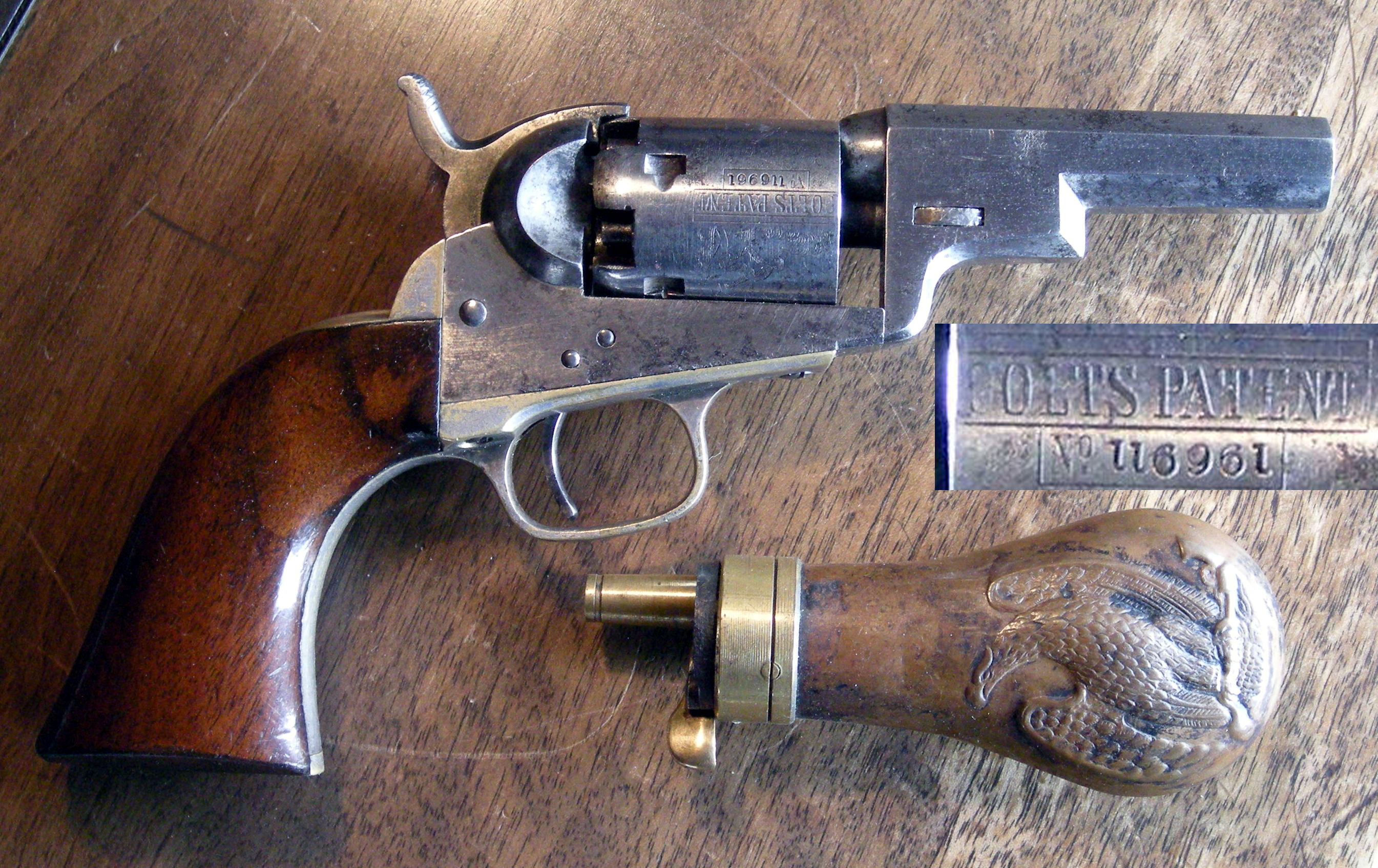
Colt 1849 Pocket “Wells Fargo”, без важеля заряджання
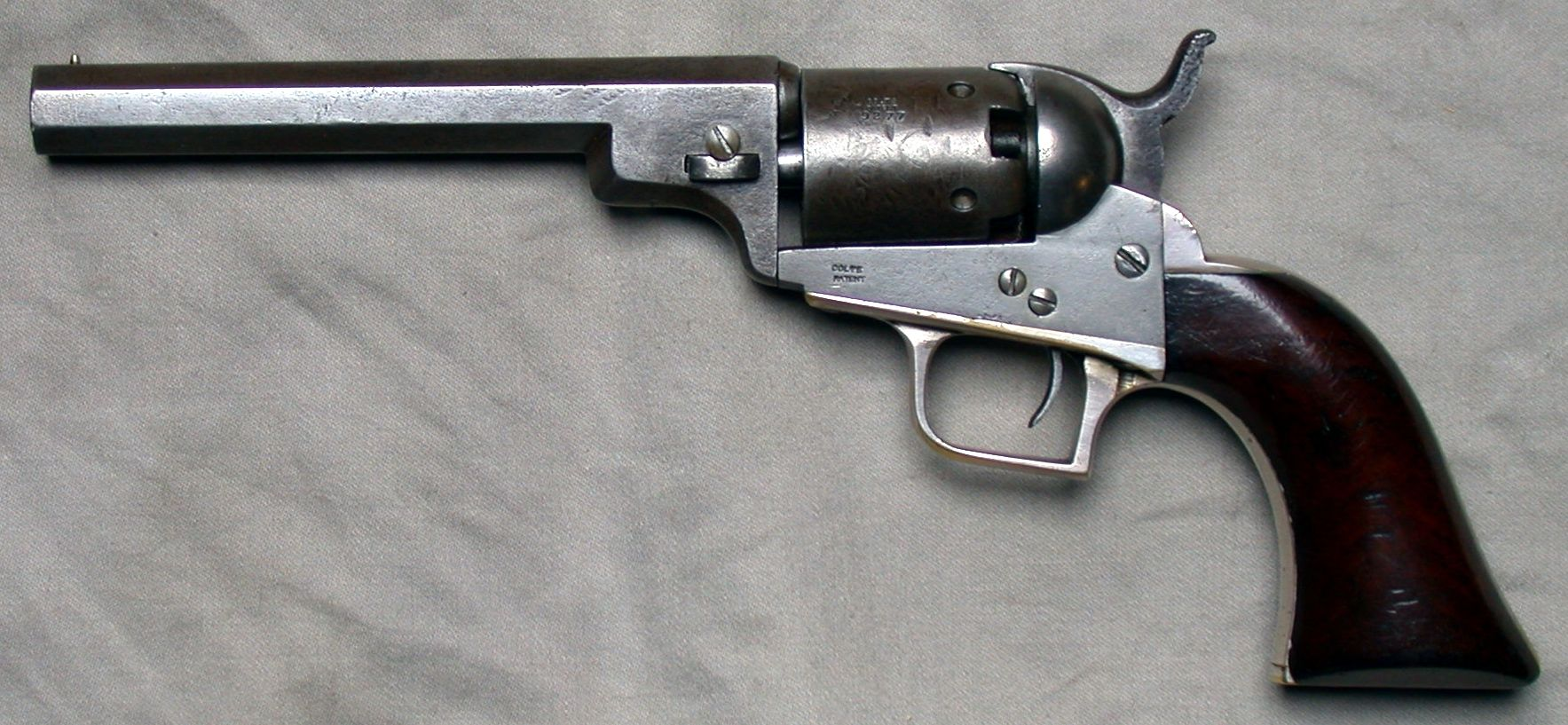
Colt Pocket Pistol Mod 1848 .31 калібру, "Baby Dragoon" квадратна спускова скоба
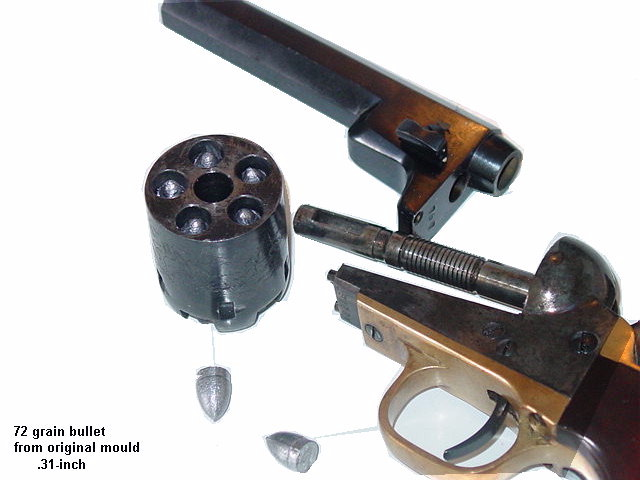
Шпиндель барабана є шомполом у револьверах Pocket без важелів
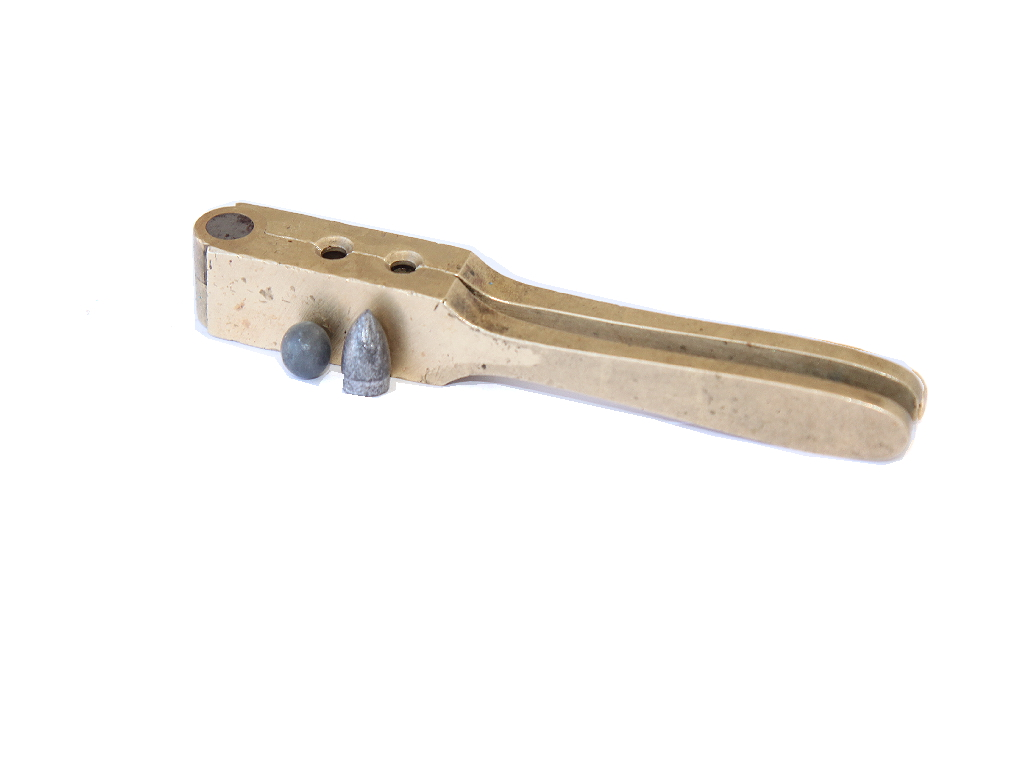
Форма для лиття куль запатентована Кольтом для Colt Revolving Pocket Pistol (1849)

## Виноски
1. ↑  Wilson (1985) p. 121
2. ↑  Shumaker(1966) p. 121
3. ↑  Wilson (1985) p. 127